# Douglas Kertland
Douglas Edwin Kertland (ur. 23 listopada 1887 w Toronto, zm. 4 marca 1982) – kanadyjski wioślarz, architekt i wojskowy, brązowy medalista olimpijski.
Wystąpił na igrzyskach olimpijskich w Londynie w 1908 roku, gdzie kanadyjska ósemka w składzie: Irvine Robertson, Joseph Wright, Julius Thomson, Walter Lewis, Gordon Balfour, Becher Gale, Charles Riddy, Geoffrey Taylor i Douglas Kertland zdobyła brązowy medal. 
Po wybuchu I wojny światowej wstąpił do Canadian Army. Służył w 126. Batalionie, osiągając stopień porucznika. 
Po wojnie pracował jako architekt. Pełnił też funkcję prezydenta Royal Architectural Institute of Canada. 